# Pseudosyngria colligata
Pseudosyngria colligata là một loài bướm đêm trong họ Geometridae.